# إلياس نيلسون كونواي
إلياس نيلسون كونواي (بالإنجليزية: Elias Nelson Conway)‏ هو سياسي أمريكي، ولد في 17 مايو 1812 في مقاطعة غرين في الولايات المتحدة، وتوفي في 28 فبراير 1892 في ليتل روك في الولايات المتحدة. حزبياً، نشط في الحزب الديمقراطي. وقد انتخب Arkansas State Auditor ‏ (1 أكتوبر 1836 – 16 مايو 1841) وانتخب حاكم أركنساس ‏ (15 نوفمبر 1852 – 16 نوفمبر 1860).